# John Joseph Hughes

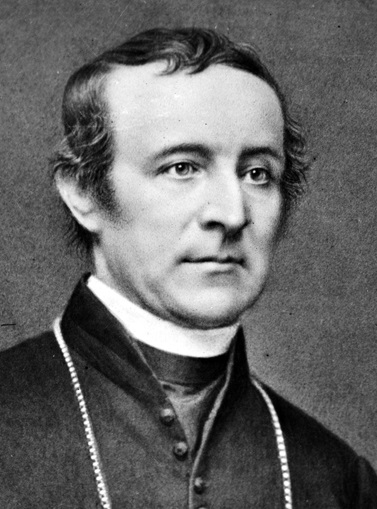
Erzbischof John Hughes

John Joseph Hughes (* 24. Juni 1797 in Annaloghan, County Tyrone, Irland; † 3. Januar 1864 in New York City, Vereinigte Staaten) war ein US-amerikanischer Geistlicher und der vierte Bischof sowie erste Erzbischof des Erzbistums New York.
Er war eine Person von nationaler Bekanntheit und übte großen moralischen und sozialen Einfluss aus. Er stand an der Spitze des Bistums und Erzbistums während einer Zeitspanne des explosiven Wachstums des Katholizismus in New York. Hughes galt als „der bekannteste, wenn nicht sogar der beliebteste katholische Bischof des Landes“. Hughes war auch als „Dagger John“ bekannt, einerseits wegen seiner Gewohnheit, seine Unterschrift mit einem dolchförmigen Kreuz zu versehen, andererseits wegen seiner Persönlichkeit, die Konflikte nicht scheute.

## Kindheit, Jugend und Ausbildung
John Hughes wurde in Annaloghan im County Tyrone als das dritte der sieben Kinder von Patrick und Margaret (geborene McKenna) Hughes geboren. In Bezug auf die antikatholischen Strafgesetze in Irland in jener Zeit stellte er später einmal fest, dass er vor seiner Taufe während der ersten fünf Tage seines Lebens in „sozialer und bürgerlicher Gleichheit mit den am meisten bevorzugten Subjekten des britischen Empires“ lebte. Er und seine Familie litten unter der religiösen Verfolgung in ihrem Heimatland; seiner verstorbenen Schwester wurde eine von einem katholischen Priester durchgeführte Beerdigung verweigert, und Hughes selbst wurde beinahe von einer Gruppe von Oraniern angegriffen, als er etwa fünfzehn Jahre alt war. Er wurde gemeinsam mit seinen älteren Brüdern in eine Schule in Augher geschickt und besuchte danach eine Grammar School in Aughnacloy.
Sein Vater war ein armer, aber respektierter Farmpächter, der gezwungen war, Hughes von der Schule zu nehmen und in seinem landwirtschaftlichen Betrieb einzusetzen. Da er jedoch dem Leben als Farmer nicht zugeneigt war, wurde er Lehrling von Roger Toland, dem Gärtner von Favour Royal, um den Gartenbau zu erlernen.
Sein Vater wanderte 1816 in die Vereinigten Staaten aus, und Hughes folgte ein Jahr später dieser Entscheidung und siedelte sich bei seinen Eltern in Chambersburg, Pennsylvania an, wo er bis 1819 lebte. In dieser Zeit machte er mehrere Versuche, sich am Mount St. Mary’s College in Emmitsburg, Maryland einzuschreiben. Schließlich stellte ihn Bischof John Dubois als Gärtner ein. Während dieser Zeit freundete er sich mit Mutter Elisabeth Anna Bayley Seton an, die von Hughes beeindruckt war und Dubois überzeugte, die Ablehnung Hughes’ als Student zu überdenken. Hughes wurde im September 1820 als ordentlicher Student des Mount St. Mary’s College zugelassen. Neben seinem Studium beaufsichtigte er weiterhin den Garten der Schule und war als Tutor in Latein und Mathematik tätig.

## Erste Priesterjahre
Als Diakon gelang es ihm, sich dem Bistum Philadelphia anzuschließen, dem damals Bischof Henry Conwell vorstand. Bischof Conwell war auf einer Besuchsreise durch das Bistum, als er Hughes im Haus seiner Eltern in Chambersburg traf und ihn einlud, ihn auf dem Rest seiner Reise zu begleiten. Am 15. Oktober 1826 erhielt Hughes durch Bischof Conwell in der St. Joseph’s Church in Philadelphia die Priesterweihe.
Seine erste Ernennung war die eines Hilfspriesters an der St. Augustine Church in Philadelphia, wo er Pfarrer Michael Hurley bei der Abnahme der Beichte, beim Predigen und anderen seelsorgerischen Aufgaben unterstützte. Noch vor Jahresende wurde er als Missionar nach Bedford, Pennsylvania geschickt, wo er die Konversion mehrerer Protestanten bewirkte. Im Januar 1827 wurde er nach Philadelphia zurückgerufen und zum Pastor der St. Joseph’s Church ernannt. 1829 begründete er das Waisenhaus St. John’s. In dieser Phase war er in eine Kontroverse mit dem presbyterianischen Pfarrer John A. Brekenridge verwickelt, die Hughes weitverbreitete Aufmerksamkeit und Anerkennung verschaffte. In der Folge wurde sein Name für den vakanten Bischofssitz Cincinnati und als Koadjutorbischof von Philadelphia ins Spiel gebracht.

## Episkopat

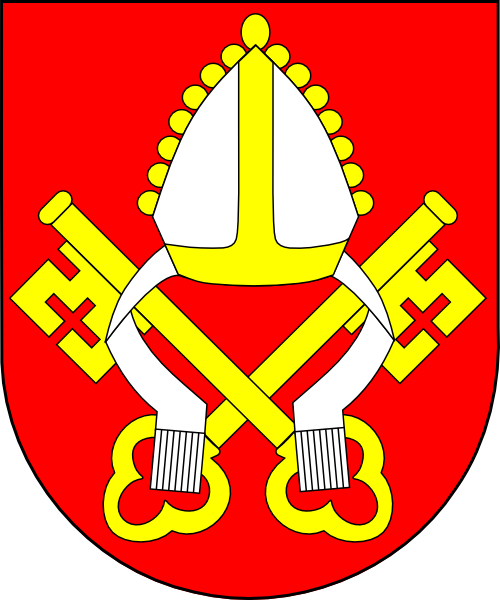
Das Bischofswappen von John J. Hughes

Am 8. August 1837 wurde Hughes zum Koadjutorbischof im Bistum New York mit dem Titularsitz Basilinopolis ernannt und am 7. Januar 1838 vom New Yorker Bischof John Dubois zum Bischof geweiht. Mitkonsekratoren waren der Bischof von Boston, Benedict Joseph Fenwick SJ, und der Koadjutor von Philadelphia, Francis Patrick Kenrick. Mit dem Tod Bischof Dubois’ am 20. Dezember 1842 wurde Hughes dessen Nachfolger an der Spitze des Bistums New York; mit der Erhebung des Bistums zum Erzbistum am 19. Juli 1850 wurde er erster Erzbischof.

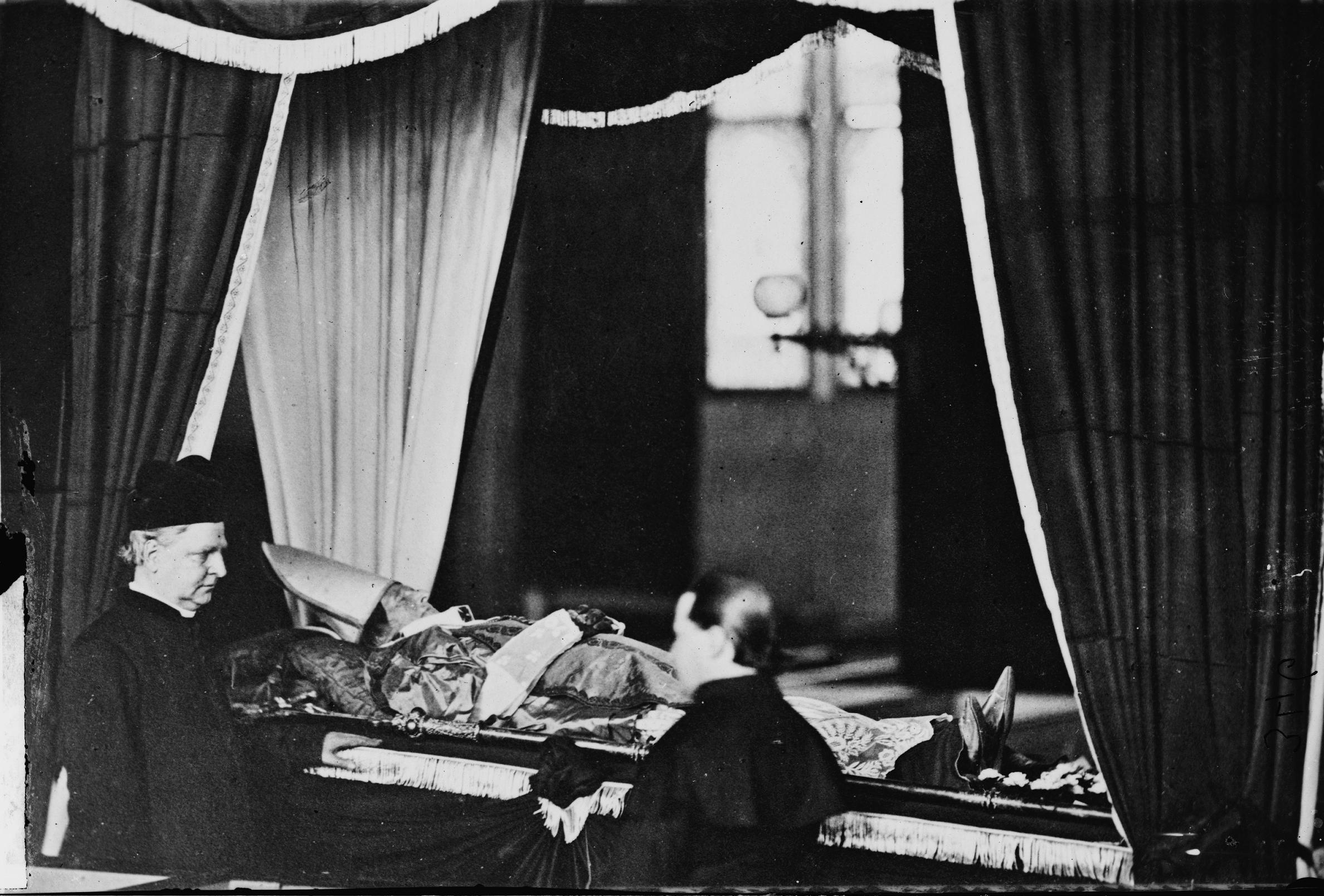
Der Leichnam von Erzbischof Hughes wird für die Bestattung vorbereitet

Hughes setzte sich vor allem zugunsten von irischen Einwanderern ein und versuchte eine staatliche Unterstützung für konfessionelle Schulen zu sichern. Er protestierte gegen die Regierung der Vereinigten Staaten wegen der Verwendung der anglikanischen King-James-Bibel in öffentlichen Schulen. Es handele sich dabei um einen Angriff auf die Verfassungsrechte der Katholiken handele. Die Katholiken würden dadurch doppelt besteuert, weil sie einerseits Steuern für die öffentlichen Schulen bezahlen würden und andererseits für private Schulen, auf die sie ihre Kinder schicken müssten, um die protestantische Übersetzung der Bibel zu vermeiden. Als seine Versuche fehlschlugen, die staatliche Finanzierung durchzusetzen, begründete er ein unabhängiges katholisches Schulsystem, das auf dem Plenary Council of Baltimore im Jahr 1884 in der amerikanischen katholischen Kirche verankert wurde. Von da an hatten alle Pfarrgemeinden in den Vereinigten Staaten eine katholische Gemeindeschule einzurichten, die von allen katholischen Schulkindern besucht werden musste.
Hughes veranlasste u. a. den Bau des New Yorker Emigrant Bank Building für irische Migranten. Er gründete die ultramontane Zeitung New York Freeman sowie die Bildungseinrichtungen Manhattan College, St. John’s College (heute Fordham University), die Academy of Mount St. Vincent (heute College of Mount Saint Vincent) und Marymount College. Außerdem begann er den Bau der heutigen St. Patrick’s Cathedral. Er wurde nach seinem Tod zunächst in der alten St. Patrick’s Cathedral beigesetzt. Später wurde er exhumiert und unter dem Altar der neuen Kathedrale wiederbestattet.